# Mahmoud El Wensh
Mahmoud Hamdi Mahmoud Ateya (arabe : محمود حمدي محمود عطية),  plus connu sous le nom de El Wensh, né le 1er juin 1995, est un footballeur international égyptien. Il évolue au poste de défenseur central au Zamalek SC.

## Biographie

### En club
Il participe à la Ligue des champions d'Afrique et à la Coupe de la confédération avec le club de Zamalek.

### En équipe nationale
Il reçoit sa première sélection en équipe d'Égypte le 25 mai 2018, en amical contre le Koweït (score : 1-1).
Il est ensuite convoqué pour disputer la Coupe du monde 2018 qui se déroule en Russie.

## Palmarès
- Vainqueur de la Coupe d'Égypte en 2018 avec Zamalek
- Vainqueur de la Supercoupe d'Égypte en 2017 avec Zamalek